# Camptopoeum
Camptopoeum är ett släkte av bin. Camptopoeum ingår i familjen grävbin.

## Bildgalleri

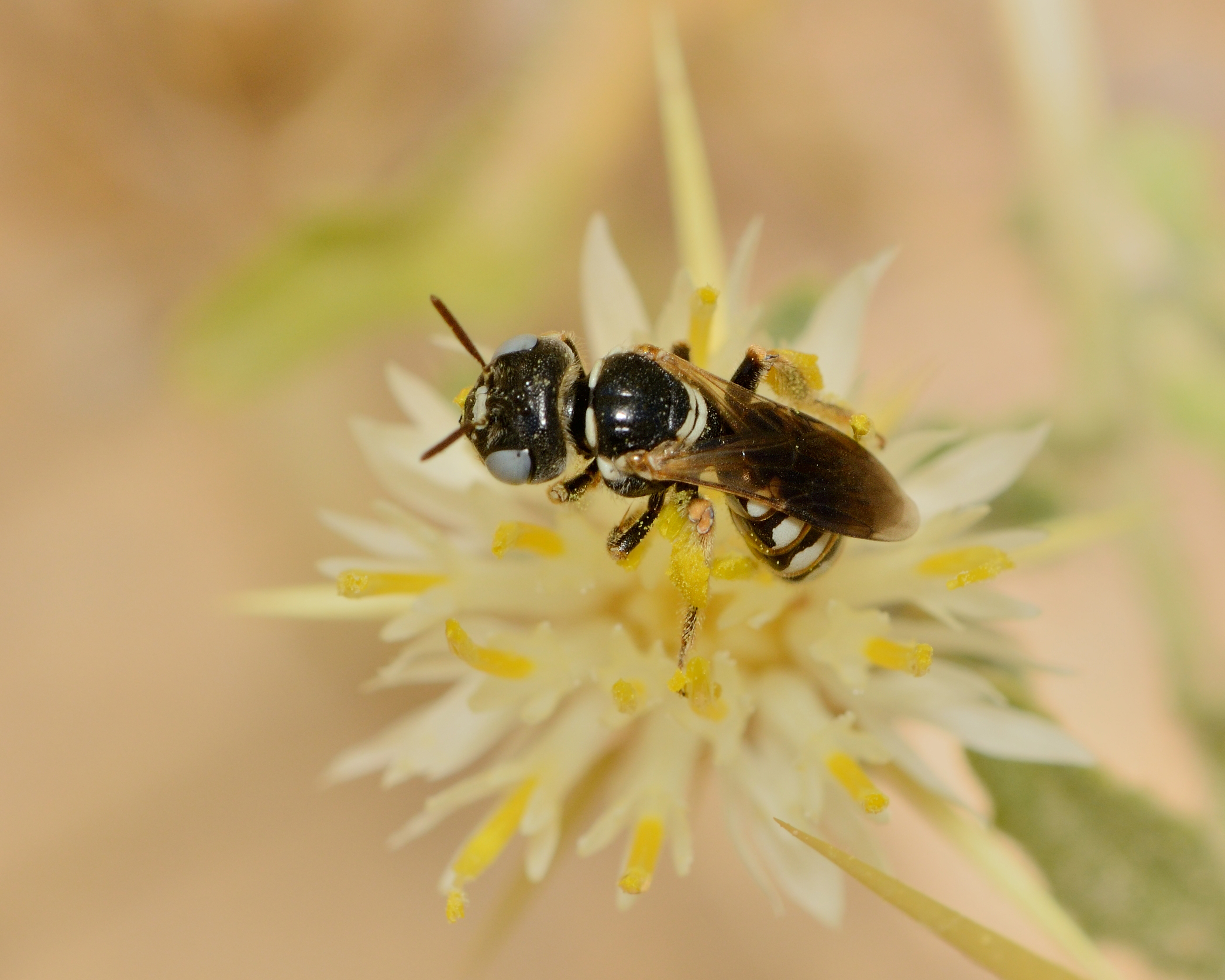
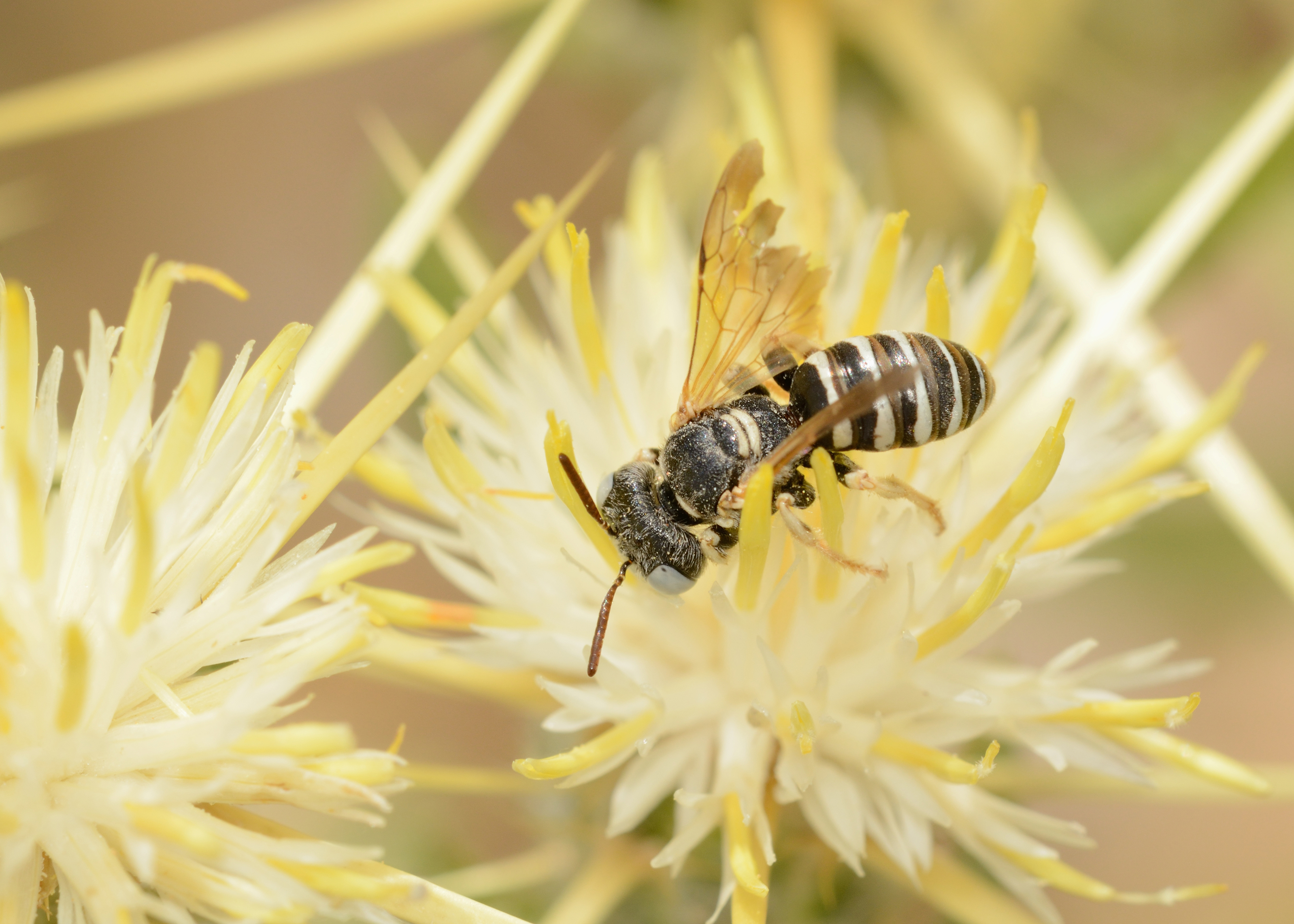

## Dottertaxa tillCamptopoeum, i alfabetisk ordning[1]
- Camptopoeum abbasi
- Camptopoeum afghanicum
- Camptopoeum altaicum
- Camptopoeum armeniacum
- Camptopoeum bactrianum
- Camptopoeum clypeare
- Camptopoeum friesei
- Camptopoeum frontale
- Camptopoeum guichardi
- Camptopoeum handlirschi
- Camptopoeum iranellum
- Camptopoeum khuzestanum
- Camptopoeum kuznetzovi
- Camptopoeum longicephalum
- Camptopoeum mirabile
- Camptopoeum nadigi
- Camptopoeum nasutum
- Camptopoeum negevense
- Camptopoeum nigrotum
- Camptopoeum pictipes
- Camptopoeum pseudoruber
- Camptopoeum ruber
- Camptopoeum rufiventre
- Camptopoeum sacrum
- Camptopoeum samarkandum
- Camptopoeum schewyrewi
- Camptopoeum simile
- Camptopoeum subflavum
- Camptopoeum variegatum
- Camptopoeum warnckei